# Flubber
Pour plus de détails, voir Fiche technique et Distribution.
Flubber, ou Plaxmol au Québec, est un film de comédie et science-fiction américain de Les Mayfield, sorti en 1997, d'après une nouvelle de Samuel W. Taylor. Ce film est un remake du film Monte là-d'ssus (1961).

## Synopsis
Le professeur Philip Brainard effectue des recherches sur une nouvelle source d'énergie pour sauver l’université de Medfield College de la fermeture. Il est assisté par le robot volant Weebo qu'il a construit, un robot qui est amoureux de son créateur. Il arrive à mettre au point une substance verte qu'il baptise flubber (contraction de « flying rubber », « gomme volante »), dotée d'une volonté et capable de se métamorphoser, de s'étirer, de se démultiplier et de rebondir sans s'arrêter. Ensuite, il crée un moteur capable d'exploiter l'énergie fournie par le flubber, il transforme ainsi sa voiture en machine volante.
Philip préfère se concentrer sur ses recherches plutôt que sur la vie quotidienne : il ne fait pas l'effort de retenir le prénom des personnes, ni ce qu'il fait la veille. Il prend la cérémonie de mariage à la légère, ce qui l'amène à rater deux fois la cérémonie de son propre mariage avec Sarah Reynolds, la directrice de l'université. Lorsqu'il ne se rend pas à la troisième, Sarah décide de le quitter et Wilson Croft (ancien partenaire de Philip et professeur d'une autre université) en profite pour lui voler Sarah.
Entre-temps, Chester Hoenicker, millionnaire peu scrupuleux et mécène de l’établissement, qui menace de fermer l'école, envoie ses hommes de main Smith et Wesson raisonner Philip parce que mécontent des résultats de son fils Bennett à l'examen de chimie. Smith et Wesson se sont rendus chez mais ils se sont retrouvés, malgré eux, victime des expérience de Brainard sur le flubber avec une balle de golf et une boule de bowling qui bondit de très haut indéfiniment.
Alors que Philip espionne le rendez-vous de Sara et de Wilson, il entend le pari qu'ils font sur le résultat d'un match de basket-ball : si l'équipe que soutient Wilson gagne, alors ils passeront tous les deux un week-end à la montagne mais dans le cas contraire, Sara l’invite à dîner.
Jalouse de Sara, Weebo crée une version humaine holographique d'elle-même et essaie d'embrasser un Philip endormi, mais il se réveille avec une autre idée pour le flubber en truquant le match pour empêcher la relation entre Wilson et Sarah de se développer : il place du flubber sur les semelles et les mains des joueurs de l'autre équipe, ce qui leur donne un énorme avantage. Il va jusqu'à menacer de recaler un de ses étudiants pour que son plan fonctionne. Wilson perd alors le pari. Philip aborde Sarah à la fin du match, mais elle le rejette à nouveau.
Philip finit par comprendre qu'il n'est pas bien pour Sarah. Mais Weebo, pour contenter son maître, se rend chez Sarah et la convainc de se remettre avec Philip en lui montrant à Sarah des images de la déclaration de Philip, et le couple se réconcilie. Philip finit par vendre très cher le flubber à un fabricant de voiture. Chester Hoenicker, désireux de s'approprier cette énergie révolutionnaire, propose à Philip de lui vendre son flubber en échange de d’annulation de la dette du campus. Philip et Sara refusent, préférant conclurent un accord avec la Ford Motor Company pour sauver l'école. Hoenicker envoie alors ses deux malfrats pour qu’ils volent flubber chez Philip, détruisant au passage le laboratoire de Philip et Weebo. Philip est désarmé et attristé puis il découvre une vidéo d'adieu de Weebo ainsi qu'une sauvegarde d'elle-même, sa "fille" Weebette. Brainard et Sara confrontent Chester, désormais allié à Wilson, le fait ensuite chanter pour qu'il leur cède la formule. Mais Philip emploie sa voiture volante et les propriétés du flubber dans un stratagème pour récupérer sa découverte.
Il construit Weebette. L'argent de la vente sort sa faculté d'un problème financier, ce qui lui permet de garder son travail de professeur. Enfin, Philip et Sarah se marient, et partent en lune de miel à bord de la voiture volante avec flubber et Weebette.

## Fiche technique
Sauf indication contraire, les informations mentionnées dans cette section peuvent être confirmées par les bases de données cinématographiques IMDb et Allociné,  présentes dans la section « Liens externes ».
- Titre original et français: Flubber
- Titre québécois : Plaxmol
- Réalisation : Les Mayfield
- Scénario : John Hughes et Bill Walsh, d'après la nouvelle A Situation of Gravity de Samuel W. Taylor
- Musique : Danny Elfman
  - Musiques additionnelles : Steve Bartek
- Direction artistique : James E. Tocci
- Décors : Andrew McAlpine
- Costumes : April Ferry
- Photographie : Dean Cundey
- Son : Scott Martin Gershin, Mel Metcalfe, Terry Porter, Michael A. Reagan, Dean A. Zupancic
- Montage : Harvey Rosenstock et Michael A. Stevenson
- Production : John Hughes et Ricardo Mestres
  - Production déléguée : David Nicksay
  - Production associée : Nilo Rodis-Jamero
  - Coproduction : Michael Polaire
- Sociétés de production : Great Oaks Entertainment, présenté par Walt Disney Pictures
- Sociétés de distribution : Buena Vista Pictures (États-Unis) ; Gaumont Buena Vista International (France)
- Budget : 70 millions de $[1]
- Pays de production :  États-Unis
- Langue originale : anglais
- Format : couleur (Technicolor) — 35 mm — 1,85:1 (Panavision) — son DTS / Dolby Digital / SDDS
- Genre : comédie, science-fiction
- Durée : 93 minutes
- Dates de sortie[2] :
  - États-Unis, Canada : 26 novembre 1997
  - France, Belgique, Suisse romande : 1er avril 1998[3],[4],[5]
- Classification :
  - États-Unis : des scènes peuvent heurter les enfants - accord parental souhaitable (PG - Parental Guidance Suggested)[N 1]
  - France : tous publics (conseillé à partir de 6 ans)[3],[6]
  - Belgique : tous publics (KT/EA : Kinderen Toegelaten / Enfants Admis)[4],[7]
  - Suisse romande : interdit aux moins de 7 ans[8]
  - Québec : tous publics – pour enfants (G - General Rating)

## Distribution
- Robin Williams (VF : Michel Papineschi ; VQ : Luis de Cespedes) : le professeur Philip Brainard, homme de sciences incroyablement distrait
- Marcia Gay Harden (VF : Frédérique Tirmont ; VQ : Anne Dorval) : la docteur Sara Jean Reynolds, doyenne de l'université et fiancée de Philip
- Christopher McDonald (VF : François Leccia ; VQ : Mario Desmarais) : Wilson Croft, collègue véreux de Philip
- Raymond J. Barry (VF : Richard Darbois ; VQ : Denis Mercier) : Chester Hoenicker, cruel homme d'affaires
- Clancy Brown (VF : Michel Vigné ; VQ : Pierre Chagnon) : Smith, homme de Hoenicker
- Ted Levine (VF : Pascal Renwick ; VQ : Pierre Lebeau) : Wesson, homme de Hoenicker
- Wil Wheaton (VF : Emmanuel Curtil ; VQ : François Godin) : Bennett Hoenicker, fils de Chester
- Edie McClurg (VF : Évelyn Séléna ; VQ : Ninon Lévesque) : Martha George, secrétaire de Sara
- Jodi Benson (VF : Barbara Tissier ; VQ : Johanne Garneau) : la voix de Weebo
- Scott Martin Gershin : la voix de flubber
- Julie Morrison (VF : Barbara Tissier) : la voix de Weebette
- Leslie Stefanson : Sylvia
- Malcolm Brownson : le père
- Benjamin Brock : le garçon à la fenêtre
- Dakin Matthews (VF : Roger Carel ; VQ : André Montmorency) : le prêtre
- Zack Zeigler : l'adolescent
- Sam Lloyd (VF : Patrick Guillemin) : le coach Willy Barker

 Sauf indication contraire, les informations mentionnées dans cette section peuvent être confirmées par les bases de données cinématographiques IMDb et Allociné,  présentes dans la section « Liens externes ».
 Source : version québécoise (VQ) sur doublage.qc.ca
 Source : version française (VF) sur allodoublage

## Sorties cinéma
Sauf indication contraire, les informations mentionnées dans cette section peuvent être confirmées par la base de données cinématographiques IMDb,  présente dans la section « Liens externes ».
- États-Unis : 16 novembre 1997 (New York City)
- États-Unis : 26 novembre 1997 (sortie nationale)
- Canada : 26 novembre 1997
- Singapour : 28 novembre 1997
- Chili : 4 décembre 1997
- Thaïlande : 4 décembre 1997
- Uruguay : 5 décembre 1997
- Singapour : 11 décembre 1997
- Brésil : 12 décembre 1997
- Cameroun : 12 décembre 1997
- Mexique : 19 décembre 1997
- Corée du Sud : 20 décembre 1997
- Argentine : 25 décembre 1997
- Salvador : 25 décembre 1997
- Australie : 26 décembre 1997
- Nouvelle-Zélande : 26 décembre 1997
- Philippines : 4 janvier 1998
- Taïwan : 27 janvier 1998
- Hong Kong : 28 janvier 1998
- Pologne : 30 janvier 1998
- Hongrie : 5 février 1998
- Royaume-Uni : 6 février 1998
- Pays-Bas : 12 février 1998
- Islande : 13 février 1998
- Slovaquie : 5 mars 1998
- Espagne : 10 mars 1998
- Danemark : 13 mars 1998
- Finlande : 13 mars 1998
- Italie : 13 mars 1998
- Norvège : 13 mars 1998
- Allemagne : 19 mars 1998
- Estonie : 20 mars 1998
- Suède : 20 mars 1998
- Suisse alémanique : 27 mars 1998
- Portugal : 27 mars 1998
- Japon : 28 mars 1998
- Belgique : 1er avril 1998
- France : 1er avril 1998
- Grèce : 3 avril 1998
- Irlande : 3 avril 1998
- Turquie : 4 avril 1998
- Koweït : 5 avril 1998
- Russie : 30 octobre 1998

## Sorties vidéo
En France, le film Flubber est sorti en DVD le 18 décembre 1998 et le 3 mai 2001. Le film est également sorti en VOD le 13 avril 2017.

## Distinctions
Source : Internet Movie Database

### Récompenses
- Blockbuster Entertainment Awards 1998 : acteur préféré dans un film familial pour Robin Williams
- BMI Film and TV Awards 1998 : prix BMI de la meilleure musique de film pour Danny Elfman
- Bogey Awards 1998 : prix Bogey[N 2]

### Nominations
- The Stinkers Bad Movie Awards 1997 : pire scénario pour un film rapportant plus de 100 millions de dollars avec Hollywood Math pour John Hughes
- Kids' Choice Awards 1998 : acteur de cinéma préféré